# Jerzy Hamerski
Jerzy Hamerski (ur. 14 stycznia 1944) – polski pedagog, twórca teatru dziecięcego Łejery. Odznaczony Orderem Uśmiechu.

## Życiorys
Studiował wychowanie muzyczne w Studium Nauczycielskim w Słupsku. Po przeprowadzeniu się do Poznania pracował w szkole eksperymentalnej utworzonej według zasad lansowanych przez Heliodora Muszyńskiego (tzw. eksperyment poznański). Założył m.in. szczep Timurowców będący w jego założeniu pomostem między szkołą a podwórkiem. W 1975 roku z jego inicjatywy powstał teatr szkolny Łejery (wówczas działający jako Harcerska Drużyna Artystyczna). W swoich działaniach pedagogicznych propagował optymizm, niekonwencjonalne myślenie, a także zaangażowanie rodzin w procesy edukacyjne.

## Twórczość
Był autorem programów emitowanych przez TVP1: Wyłącz telewizor, Śpiewanki rodzinne i Spotkania z lokomotywą. W 1995 jego teledysk Jak to jest nominowany był do nagrody Emmy. Współtworzył widowiska, których tematyką były prawa dziecka: Dzieci też mają głos i Masz prawo do swych praw. Przez wiele lat był współpracownikiem Stowarzyszenia Nauczycieli Edukacji Początkowej. Współtworzył materiały metodyczne dla nauczania początkowego (m.in. podręczniki Słońce na stole oraz Nasz Elementarz).

## Odznaczenia i wyróżnienia
- Odznaka Honorowa za Zasługi dla Ochrony Praw Dziecka (2013)[5]
- Order Uśmiechu (2005)[2]
- Nagroda im. Ireny Sendlerowej (2017) ze wieloletnią pracę wychowawczą[4].
- Uchwałą XLVIII/834/VII/2017 Rady Miasta Poznania z 16 maja 2017 nadano mu tytuł Zasłużony dla Miasta Poznania[1].